# Eucrostes rubridisca
Eucrostes rubridisca là một loài bướm đêm trong họ Geometridae.